# 64.ª División (Ejército Popular de la República)
La 64.ª División fue una de las divisiones del Ejército Popular de la República que se organizaron durante la guerra civil española sobre la base de las Brigadas Mixtas. Estuvo presente en los frentes de Teruel y Levante.

## Historial
La unidad fue creada en agosto de 1937 en el frente de Teruel, originalmente como división «A». Quedó integrada en el XIX Cuerpo de Ejército, asumiendo el mando el mayor de milicias Pedro Martínez Cartón.
En diciembre de 1937 participó en la batalla de Teruel, integrada en el XVIII Cuerpo de Ejército —la llamada «columna Sur»—. La ofensiva comenzó el 15 de diciembre y tres días después la 64.ª División logró enlazar con las fuerzas de la 11.ª División de Líster, cerrando el cerco sobre Teruel. El día 30 sostuvo duros combates con la 1.ª División navarra, debiendo retirarse ante la presión enemiga. Posteriormente pasó a la reserva, aunque intervendría en la batalla del Alfambra.
En la primavera de 1938 tomó parte en la campaña del Levante, integrada en el XIX Cuerpo de Ejército junto a las divisiones 66.ª y 5.ª. Para entonces la división se encontraba bajo el mando del mayor de milicias Alejandro Sáez de San Pedro. En enero de 1939 participó en la batalla de Peñarroya, dentro del XVII Cuerpo de Ejército.

## Mandos
Comandantes
- mayor de milicias Pedro Martínez Cartón;[9]
- mayor de milicias Alejandro Sáez de San Pedro;[7]
- teniente coronel Alberto Calderón Martínez;[10]

Comisarios
- Eugenio Castro Sánchez, del PCE;[11]

## Orden de batalla
| Fecha               | Cuerpo de Ejército adscrito | Brigadas Mixtas integradas | Frente de batalla   |
| ------------------- | --------------------------- | -------------------------- | ------------------- |
| Diciembre de 1937   | XVIII Cuerpo de Ejército    | 16.ª, 81.ª y 83.ª          | Teruel              |
| Marzo-abril de 1938 | XIX Cuerpo de Ejército      | 16.ª, 82.ª y 22.ª          | Levante             |
| Junio de 1938       | XIX Cuerpo de Ejército      | 16.ª, 97.ª y 223.ª         | Levante             |
| Julio de 1938       | XIX Cuerpo de Ejército      | 16.ª, 97.ª y 225.ª         | Levante             |
| Enero de 1939       | XVII Cuerpo de Ejército     | 2.ª, 97.ª y 225.ª          | Córdoba-Extremadura |